# Pfälzisches Steinhauermuseum
Das Pfälzische Steinhauermuseum, das seit 1995 betrieben wird, zeigt Exponate der Steinhauerei von der Römerzeit bis heute. Untergebracht ist es in einem denkmalgeschützten historischen Fachwerkhaus am Marktplatz der pfälzischen Gemeinde Alsenz. Des Weiteren betreibt das Museum einen Sandstein-Park und Steinhauer-Rundweg am Ortsrand von Alsenz.

## Regionalgeschichte
Bereits in Römerzeit wurde Sandstein in der Region um Alsenz abgebaut. Dokumentiert ist der Abbau von Sandstein um Alsenz für den Burgen- und Hausbau ab dem 16. Jahrhundert. Ab dem Ende des 19. Jahrhunderts war Alsenz ein bedeutendes Steinhauerzentrum in der Pfalz. In der Gründerzeit nach 1870/71 entstand in Deutschland ein Bauboom und nach der Fertigstellung der Alsenztalbahn im Jahr 1871, die nun den Transport über die Region hinaus ermöglichte, stieg im Jahr 1900 die Anzahl der Steinbrucharbeiter – aufgrund steigender Nachfrage – in den drei Sandstein-Steinbrüchen und zehn Steinhauerbetrieben von Alsenz auf 1500 Personen an. Verwendet wurde dieser Sandstein für Villen und Wohnhäuser, aber beispielsweise auch am Reichstagsgebäude in Berlin.

## Ausstellung
Das Steinhauermuseum präsentiert steinerne Zeugnisse dieses traditionellen Handwerks, die von der Römerzeit bis heute reichen. Themenschwerpunkte des Museums sind Technik, Werkzeuge und Instrumente, Industrie und Industriegeschichte, Alltagskultur, Handwerk und Traditionen, Kulturanthropologie und Volkskunde, sowie die Moderne und zeitgenössische Kunst.
Zahlreiche Exponate und Dokumente dokumentieren auch die regionale Geschichte der Steinhauerei, der Gewinnung bis zu den verschiedenen Techniken der Verarbeitung. Gerätschaften und Werkzeuge des Steinhauers, die Vielseitigkeit des Sandsteins, aber auch die Sozialgeschichte, das Leben der Steinhauer und ihrer Familien, sind Gegenstand der Dokumentation.
Eine Sandstein-Musterschau im Lapidarium zeigt die Vielfalt der in Deutschland vorkommenden Sandsteinarten. Versteinerungen und Sandsteinexponate aus römischer Zeit bis zur Gegenwart, fachliches Filmmaterial, Vorträge und Lesungen und nicht zuletzt die Fachbibliothek bietet umfassende Informationen zum Thema des Steinmetzhandwerks an.
Der Blick in das originalgetreu nachgebildete Planungs- und Konstruktionsbüro vermittelt einen Eindruck der Arbeitsweise im 19. Jahrhundert.
Das Steinhauermuseum lädt den Besucher ein, durch einen Blick ins Mikroskop die Strukturen des Gesteins zu betrachten und einmal selbst aktiv einen Sandstein mit Werkzeug zu bearbeiten.
In der Galerie werden unregelmäßig Wechselausstellungen, Vorträge und Lesungen veranstaltet.

## Steinhauer-Rundweg und Sandsteinpark
Das Museum unterhält am Ortsrand von Alsenz einen Sandsteinpark, der 2005 errichtet wurde. In diesem Park befinden sich großformatige Sandsteinblöcke aus mehreren deutschen Sandstein-Abbaugebieten. Es gibt auch einen 2,5 Kilometer langen Steinhauer-Rundweg, der u. a. auch an Gebäuden vorbeiführt, die aus dem Sandstein aus dem Raum Alsenz bestehen.

## Betreiber
Das Museum betreibt der Historische Verein der Nordpfalz Alsenz e.V.